# Tiamat
Tiamat (accadi: 𒀭𒋾𒊩𒆳) és una deessa-monstre primitiva que pertany a la mitologia babilònica i que pren un paper destacable en el poema èpic Enûma Elish.
Tiamat seria el principi femení del mar, representació de les potències del caos. Monstre femella, malèfica en les llegendes babilòniques, l'aigua salada que, en unió amb Apsu (el principi masculí, de l'aigua dolça), van donar naixement als déus i als animals, començant per Lahmu i Lahamu (els manglars), però al cap de poc de crear-los, van veure que els molestaven amb el seu soroll, i van decidir matar-los. El déu de la màgia, Ea, va sotmetre Apsu, deixant-lo en un llarg sopor; per aquesta raó, l'aigua dolça està quieta, però no va poder fer res contra Tiamat que, molt enfurismada amb la mort del seu espòs, va crear una legió de dimonis dirigits per Kingu, que era el seu amant i un dels seus fills.
Els déus van decidir de donar tots els seus poders a Marduk (fill d'Enki), que va vèncer Kingu, al que va deixar paralitzat de por en veure'l arribar, i després va vèncer Tiamat, a qui va fer obrir la boca amb un vendaval i li llançà una fletxa dins de l'estómac. Després, de la sang de Kingu barrejada amb fang va fer néixer els humans i a partir del cos de Tiamat, que Marduk va encadenar a les profunditats de l'abisme i va partir per la meitat, va crear, de la seva meitat superior el cel, i de la seva meitat inferior la terra ferma. Les seves llàgrimes es van convertir en les fonts del Tigris i l'Eufrates.
Aquesta llegenda és paral·lela a les de Puruixa en la mitologia hindú, Cipactli de la mitologia asteca i Tifó en la mitologia grega.